# Пурлевський Сава Дмитрович
Пурлевський Сава Дмитрович (бл. 1798 — 1868) — кріпак, підприємець, купець, літературний герой.
У 1859 році займався торговельними операціями в Москві і представляв цукрові заводи Яхненка і Симиренка.
У 1866 в «Торговому збірнику» С. Д. Пурлевським були опубліковані «Нотатки на деякі передові статті „Біржових відомостей“».
Багато дослідників помилково вказували Пурлевського автором тексту «Спогади кріпосного». Статтю «Спогади кріпосного» опублікував в «Російському віснику» у 1877 М. В. Щербань.